# Закирова, Гавхар
Гавхар Закирова (узб. Gavhar Zokirova, Гавхар Зокирова; род. 10 сентября 1949, Ташкент) — советская и узбекская актриса театра и кино. Народная артистка Узбекистана.

## Биография
Гавхар Закирова родилась в Ташкенте в 1949 году. После окончания средней школы, поступила в Ташкентский государственный театрально-художественный институт им. Островского, который окончила в 1971 году. С 1971 года до настоящего времени является актрисой труппы Узбекского государственного академического театра драмы им. Хамзы.

### Семья
- Супруг: Закиров, Джамшид Каримович — узбекский актёр.

- Сын: Джавохир Закиров — актёр, режиссёр и певец, ранее участник группы «Болалар»

## Фильмография

### Роли в кино[8][9]
| Год        | Русское название                 | Роль             |
| ---------- | -------------------------------- | ---------------- |
| 1978       | Подарю тебе город                | Нигора           |
| 1986       | Алмазный пояс                    |                  |
| 1986       | Поезд со станции детства         | аптекарь         |
| 1988       | Заповедный холм                  |                  |
| 1990       | Мальчики из Танги                | актриса в театре |
| 1991       | Железный мужчина                 | Гаухар           |
| 1991       | По закону джунглей (СССР-Индия)  | медсестра        |
| 2004       | Сарвиноз                         | Гульчехра опа    |
| 2004       | Севинч                           | мать Данияра     |
| 2005       | Сарвиноз 2: (Счастье за миллион) | Гульчехра опа    |
| 2012- 2014 | А у нас во дворе…                | мать Мавлюды     |
| 2015       | Гостиница                        | Мавджуда         |
| 2017       | Кулба                            |                  |

## Награды
- Заслуженная артистка Узбекистана (1988)
- Государственная премия Узбекской ССР имени Хамзы (1989)[10]
- Народная артистка Узбекистана (2016)
- Орден «За выдающиеся заслуги» (2019)
- Орден Бескорыстного Служения (2020)